# Ночная сучка
«Ночная сучка» (англ. Nightbitch) — американский комедийный боди-хоррор режиссёра Мариэль Хеллер, основанный на одноимённом романе Рэйчел Йодер. В главной роли — Эми Адамс. Премьера картины состоялась 7 сентября 2024 года Кинофестивале в Торонто.

## Сюжет
Главная героиня фильма — женщина-домохозяйка, которая воспитывает маленького ребёнка, пока её муж находится в постоянных разъездах. Оставаясь дома одна, она чувствует, что в ней просыпаются животные инстинкты и что она постепенно превращается в собаку. Героиня пытается скрыть от окружающих изменения в себе.

## В ролях
- Эми Адамс
- Скут Макнейри
- Джейсон Риттер
- Элла Томас[2]

## Производство и премьера
Производством занималась компания Searchlight Pictures, съёмки начались в Лос-Анжелесе в октябре 2022 года. В основу сценария легла книга Рейчел Йодер, главную роль в картине получила Эми Адамс. В октябре 2022 года к касту присоединились Элла Томас, Гарретт Филлипс и Мэри Холланд. Премьера картины первоначально была запланирована на 2023 год, но позже была перенесена на 6 декабря 2024 года.